# 植栽
植栽（しょくさい、英: planting）とは、空間を樹木、地被植物等の植物材料によって美的にかつ機能的に構成すること。
緑化や植林活動など、植物を植付ける行為も植栽という。

## 植栽計画と植栽設計
植栽計画（英: planting design）とは計画対象地をいかなる植栽空間とするか、構想・立案すること、どのような種類の植物を用い、全体をいかなる景観の構成とするか植栽ゾーニングを行い、各部の空間特性にふさわしい機能、配植を考えことが要件となる。
そして植栽設計とは植栽計画に基づき、植栽する植物の種類・形状・位置、植栽型式、植物の組合せ、構成さらには環境圧の除去、植栽基盤整備、養生の方法などの細目を決め、植栽図面、設計図書の作成などの一連の作業
を行うことで、植栽設計にあたっては、各部の空間特性に応じた機能を発揮させるための配植を考えることはもちろんであるが、常に全体の統一感を意識して設計にあたることが要件となる。
また、植物の生長の経年変化を十分考慮した植栽密度間隔を決定することも極めて重要である。
その後植栽図面、設計図書を作成し、これを基に植栽工事が行われる。植栽された植物の健全生育を助長し、当初の設計意図、あるいは植栽に課せられている機能を経続的に発揮させるためには十分な植栽管理が必要となる。植栽管理にあたっては、あらかじめ明確な管理目標水準を設定し、実際の管理作業を行うことが要件となる。
なお道路、河川、公園、学校等の公共施設ならびに工場等の植栽にあたっては、植栽面積の割合、単位面積当りの植栽本数などの植栽基準(緑化基準)が国あるいは地方自治体によって定められている場合もある。

### 庭の植栽デザイン
庭園植栽デザインには、デザインの才能と審美的な判断、そして園芸的、生態学的、文化的な知識が必要であるがそれは2つの主要な伝統形式がある。ひとつは整形式直線的植栽デザイン（ペルシャとヨーロッパ）、そしてフォーマルな非対称（アジア的）と自然主義的な植栽デザインである。 

#### 歴史
ペルシャ式庭園は美的で多様な植栽デザインを生み出したとされている。正しいペルシャの庭園は4つの部門に分けられ、水は灌漑と美学の両方にとって非常に重要である。4つのセクターは空、地球、水、そして植物というゾロアスター教の要素を象徴している。   古代および中世ヨーロッパの庭で植栽することは薬用のためのハーブ、消費のための野菜および装飾のための花の組合せであった。後期ルネサンス期の絵画や計画に見られるように、純粋に美的な植栽のレイアウトはルネサンスの庭園であり、中世時代の後半に開発された。イタリアのルネッサンス庭園のデザインは幾何学的なもので、植物はスペースや模様を形成するために使われていた。フランスのルネッサンスとバロック様式の庭園からフランシス時代の平面幾何学式庭園の美しさを続けている。 
アジアでは、 中国庭園と日本庭園の非対称的な植栽デザインの伝統は、 中国のジン王朝（265-420）に起源があり、庭園の植栽は制御されているが自然主義的な審美感を持つ。ヨーロッパでは、非公式グループの植物の配置はイギリスのランドスケープガーデンスタイル、そしてその後のフランス的ランドスケープガーデンの一部として発展し、ピクチャレスク芸術運動の影響を強く受けた。 

#### 応用

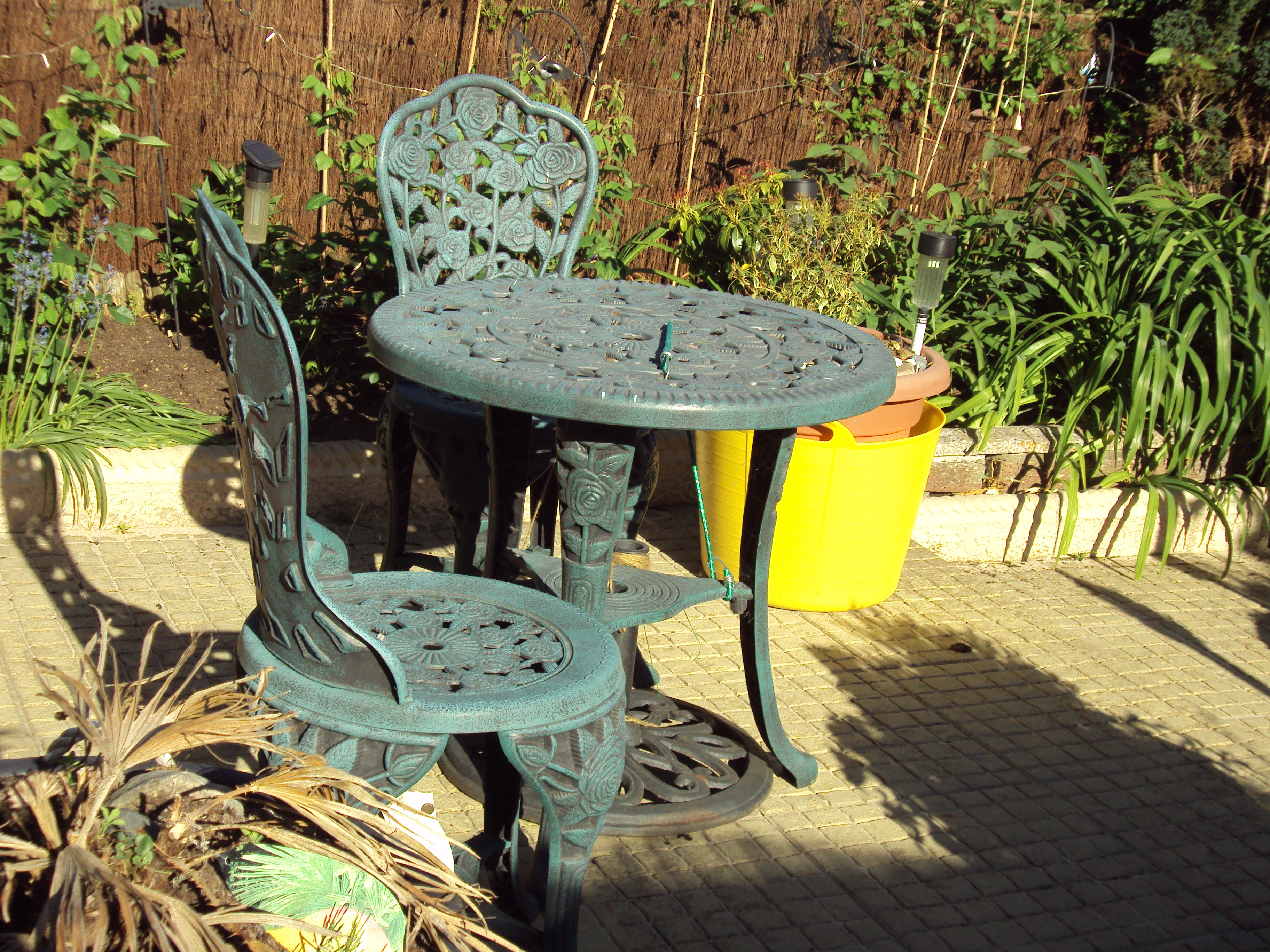
ガーデンチェアとテーブル

植栽計画は具体的な指示を与え、多くの場合、土壌の準備方法、植えるべき種、使用するサイズと間隔、そして契約のもとでどのような保守作業を行うべきかについて、 請負業者に指示するが、私有庭の所有者はまた契約上の目的のためではなく、デザインについて考える手助けとして、そして何が植えられたかの記録として、植栽計画を使うやもしれず、そうしたガーデンデザインの植栽戦略から、景観や庭の植生のさまざまな種類の設計、確立および管理のための長期的な戦略と成す。 
植栽は作庭において直接雇用されている庭師と園芸家によってまたは造園業者（造園家ともいられる）によってなされることもできうる。造園請負業者は、設計者や造園家によって作成された設計図書によって施工を成し遂げる。